# San Pedro Zacapa
San Pedro Zacapa è un comune dell'Honduras facente parte del dipartimento di Santa Bárbara.
Il comune appare come entità autonoma già nel censimento del 1801.